# Kostjantyn Jarošenko
Kostjantyn Jurijovyč Jarošenko (in ucraino Костянтин Юрійович Ярошенко?; Luhans'k, 12 settembre 1986) è un calciatore ucraino, centrocampista del Þróttur.

## Carriera

### Club
Ha giocato nella massima serie dei campionati ucraino e russo.